# Safia endopolia
Safia endopolia är en fjärilsart som beskrevs av Dyar. Safia endopolia ingår i släktet Safia och familjen nattflyn. Inga underarter finns listade.